# 1753 na ciência

## Nascimentos
| Data        | Nome              | Profissão         | Nacionalidade                          | Observações                                      | Ref         |
| ----------- | ----------------- | ----------------- | -------------------------------------- | ------------------------------------------------ | ----------- |
| 26 de março | Benjamin Thompson | físico e inventor | Estados Unidos / Reino da Grã-Bretanha | m. 1814 Medalha Copley 1792 Medalha Rumford 1800 | [ 1 ] [ 2 ] |

## Mortes
| Data          | Nome                      | Profissão                          | Nacionalidade          | Observações | Ref |
| ------------- | ------------------------- | ---------------------------------- | ---------------------- | ----------- | --- |
| 11 de janeiro | Hans Sloane               | médico, naturalista e colecionador | Inglaterra · (Irlanda) | n. 1600     |     |
| 12 de maio    | Nicolas Fatio de Duillier | matemático e astrónomo             | Suíça                  | n. 1664     |     |

## Prémios
Medalha Copley
- 1753 - Benjamin Franklin[1]